# ألما أوكرمارك
ألما أوكرمارك (بالسويدية: Alma Åkermark)‏ (11 يونيو 1853- 4 يونيو 1933) محررة سويدية، ونسوية، وكاتبة، وصحفية، وناشطة في سبيل حقوق المرأة. شاركت بتأسيس صحيفة للنساء ذات طابع نسوي راديكالي باسم فاموت (إلى الأمام) وظلت محررتها طوال فترة نشرها. نشرت كتاباتها باسمها المستعار «مارك». كانت ناشطة في جمعية نساء غوتنبرغ، وشخصية بارزة في الجزء الأكثر راديكالية وتقدمية في حركة حقوق المرأة السويدية والمحلية، وكانت شخصية لافتة في مشاركتها في النقاش الأخلاقي الجنسي الشمالي.

## حياتها
والدها تاجر من غوتنبرغ اسمه أنطون فيلهلم أوكرمارك وأمها كريستينا كريستيانسون، أخوها الرسام إسحق أوكرمارك. تعرفت عائلتها على عائلة السياسي والناشر التقدمي سفين أدولف هيدلوند. عندما فقدت أوكرمارك والدها في السادسة عشرة من عمرها، تكفّل هيدلوند برعايتها المالية لدراسة الموسيقى والرسم في نيوشاتيل في سويسرا، وعند عودتها إلى السويد عام 1881، عملت مدرسة لهذه المواد في مدرسة للبنات لإعالة نفسها.
من خلال عائلة هيدلوند، انتسبت ألما إلى الأوساط التقدمية في غوتنبرغ. في عام 1884، أُسّست رابطة نساء غوتنبرغ، أول منطمة نسائية في غوتنبرغ وكانت ابنة عائلة هيدلوند ماتيلدا هيدلوند رئيستها. انتُخبت أوكرمارك في مجلس إدارة الرابطة العام التالي.

### صحيفة فاموت
في عام 1886، أسست ألما أوكرمارك وهيلما أنجيريد ستاندبيرغ وماتيلدا هيدلوند الصحيفة النسائية فاموت (إلى الأمام)، كانت أوكرمارك رئيسة تحريرها ورابطة النساء ناشرها. وشارك زوجها (ز.1887)، التلغرافي ألبرت بيرنهولم في العمل في الصحيفة أيضًا.
ألما أوكرمارك ليبرالية اجتماعية راديكالية، دعمت الإصلاحات الاجتماعية وشجعت الصحيفة لتكون مركزًا للنقاش العام، شاركت في الحركة المعاصرة «النقاش الأخلاقي الجنسي الشمالي» وكانت آراؤها مثيرة للجدل، حول ازدواجية المعايير بين النساء والرجال فيما يتعلق بالجنس، إذ دعمت السماح للمرأة بممارسة العلاقات الجنسية خارج إطار الزواج دون أن ينبذها المجتمع، كما هي الحال عند الرجل.
نشرها لمقالات ذات محتوى جنسي في صحيفة موجهة للنساء وضعها في مواجهة مع حركة النساء المعتدلة.
في 1886، نشرت رواية (انتصارات باهظة) للروائية ستيلا كليف، وفيها تندم امرأة فاضلة في ختام حياتها على رفضها المتع الجنسية اتباعًا لتقاليد المجتمع.
سبّبَ الكتاب فضيحة لاصطدامه بازدواجية المعايير الجنسية الموجودة آنذاك، خسرت الصحيفة دعمها من رابطة النساء، على الرغم من أن رئيستها ماتيلدا هيدلوند دعمت ألما شخصيًا. سوفي أدلر سباري، شخصية محورية في الحركة النسائية السويدية، اعترضت أيضًا على نشر كليف، لأن موضوع المتعة الجنسية عند النساء كان راديكاليًا جدًا حتى في نظر الحركة النسائية وقتها. تمكنت ألما بدعم من عائلة هيدلوند من الاستمرار بنشر الصحيفة بنفسها. إلا أن صحيفة فاموت في النهاية، كانت راديكالية للغاية ومثيرة للجدل بالنسبة إلى ذلك الوقت. توقفت الصحيفة عن النشر في 1889، عندما حرمتها حملة إعلانية منظمة لمقاطعتها من مواردها المالية، وخسرت ألما كذلك عملها في التدريس.

### الحياة اللاحقة
غادرت ألما غوتنبرغ مع زوجها وأنشأت مجلة جديدة في نيستاد في فنلندا، باسم نياتاغ (جهود جديدة)، استمرت أربعة أشهر فقط. بعد موت زوجها في 1891، تملّكها الاكتئاب، وعادت إلى غوتنبرغ، حيث أُودعت في مصحّة للأمراض العقلية في عام 1892. غادرت المصحة عام 1896 إلى الولايات المتحدة، وعملت مدربة رسوميات نمطية في مصنع في شيكاغو. في عام 1909، أصيبت بالعمى وعادت إلى السويد، حيث اعتنى بها بعض أقاربها.  